# Analíticos Posteriores
Analíticos posteriores ou Segundos Analíticos (em grego clássico: Ἀναλυτικὰ ὕστερα, em latim: Analytica posteriora), é um tratado do filósofo grego Aristóteles de Estagira, composto por dois livros (I ou Α (alfa): 71a1–89b20, II ou Β (beta): 89b23–100b17). O tratado se ocupa das noções de demonstração, definição e do conhecimento científico. É a quarta obra do Organon, sucedendo Analíticos anteriores e antecedendo os Tópicos. 
Em Analíticos posteriores, Aristóteles ocupa-se com com as necessidades específicas da demonstração.
Segundo o filósofo:
"Toda a didascália e toda a disciplina dianoética se adquirem de um saber que precede o conhecimento. Isto é evidente seja qual for o saber considerado: a ciência matemática adquire-se deste modo, tal como as outras artes. O mesmo acontece com os raciocínios dialéticos, sejam eles feitos por silogismo ou por indução, porque todos eles ensinam através de um conhecimento anterior: no primeiro caso, assumindo que as premissas são admitidas pelo outro, no segundo caso, demonstrando o universal mediante o particular já conhecido. Por outro lado, é de análogo modo que os argumentos retóricos persuadem, uma vez utilizarem, ou paradigmas, o que é uma espécie de indução, ou entimemas, o que não deixa de constituir um silogismo" (An. Post., 71a).
O livro I, trata especificamente das condições formais da demonstração.
O livro II, trata da teoria da definição e sua relação com a demonstração.

## Traduções
Traduções dos Analíticos para a língua portuguesa:
ANGIONI, Lucas (2004). Aristóteles, Segundos Analíticos, Livro I. Campinas, Brasil: IFCH, Unicamp.
ANGIONI, Lucas (2004). Aristóteles, Segundos Analíticos, Livro II. Campinas, Brasil: IFCH, Unicamp.